# Eucera biscrensis
Eucera biscrensis är en biart som först beskrevs av Johann Dietrich Alfken 1933.  Eucera biscrensis ingår i släktet långhornsbin, och familjen långtungebin. Inga underarter finns listade i Catalogue of Life.